# 管啓次郎
管 啓次郎（すが けいじろう、1958年9月3日 - ）は、日本の比較文学者、エッセイスト、翻訳家、詩人。

## 概要
明治大学理工学部および大学院理工学研究科建築・都市学専攻総合芸術系教授（コンテンツ批評、映像文化論）。他に東京大学、成城大学、立教大学、学習院大学、早稲田大学、名古屋市立大学、神戸大学、清泉女子大学でカリブ海文学、チカーノ文学、フランス語圏アフリカ文学、アメリカインディアン文学、異文化コミュニケーション論、翻訳文化論、トラヴェル・ライティング、翻訳演習といった分野の非常勤講師を務めてきた。
1985年、赤間啓之、鈴木雅雄、前田礼とともに同人誌「Méli-Mélo」を創刊。同誌には後に今福龍太、旦敬介、細川周平、港千尋らが参加した。1987年には雑誌「GS 楽しい知識」のトランスアメリカ特集号を生井英考、伊藤俊治、武邑光裕、石井康史、今福龍太、旦敬介とともに編集。その後ながらくハワイおよびアメリカ合衆国西部各地に住む。カリブ海フランス語文学研究者として「オムニフォン・エグジログラフィ」という概念を提唱し、多言語性と亡命・移住の経験を背景にした世界文学を早くから論じている。
エッセー、批評的散文の書き手としては、以下のような評価がある。
若島正は『本は読めないものだから心配するな』をヒュー・ケナー『機械という名の詩神』と並べ「いずれも小さな名著と呼ぶにふさわしい。そして他の誰にも真似できない点で共通している」と論じている。また松浦寿輝は「管啓次郎は、ここ半世紀ほどの日本文学が所有しえた最高の文章家の一人であるというのがわたしの考えだ」と述べている。さらに堀江敏幸は「管啓次郎は、批評を紀行にしてしまう思想の一匹狼、もしくは詩的なコヨーテだ」と評している。
2011年の東日本大震災を機に、31名の作家たちのアンソロジー『ろうそくの炎がささやく言葉』を野崎歓とともに編集。さらに小説家の古川日出男、音楽家の小島ケイタニーラブとともに朗読劇『銀河鉄道の夜』を制作し、各地で上演した。この朗読劇には2012年から翻訳家の柴田元幸が加わり、4人体制で春と秋の東北ツアーを行った。この活動の全容はドキュメンタリー映画『ほんとうのうた　朗読劇「銀河鉄道の夜」を追って』に記録されている。2016年には、上記の４名にミュージシャンの後藤正文が加わった朗読劇『銀河ロックンロール鉄道の夜』をKESEN ROCK FES '16で上演した。2021年、東日本大震災10周年を機に新ヴァージョン『コロナ時代の銀河』を制作し、奥多摩町の旧・小河内小学校で無観客上演。監督・河合宏樹、音楽監督・川島寛人の映像作品として3月11日14時46分より無料配信された。2022年、この映画により朗読劇『銀河鉄道の夜』制作チームとして、花巻市より宮澤賢治賞奨励賞を受賞。2023年3月、レギュラーの４名に後藤正文、北村恵が加わって制作したラジオ朗読劇『銀河鉄道の夜』が、ふくしまFMおよびエフエム岩手で放送された。8月1日および2日、このラジオ朗読劇の舞台版が第１回常磐線舞台芸術祭参加作品として、新地町観海ホールにて完全に新しい演出により上演された。
2013年、演出家・高山明が主宰するPort Bの演劇プロジェクト「東京ヘテロトピア」にテクスト監修の立場で参加。小野正嗣、温又柔、木村友祐とともに東京のアジア系住民たちの物語を執筆した。また小説家・リービ英雄をめぐるドキュメンタリー『異境の中の故郷』（大川景子監督）をプロデュースした。2016年には台湾・台北郊外での「北投へテロトピア」、2017年にはギリシャ・アテネ郊外での「ピレウス・ヘテロトピア」、2019年にはアラブ首長国連邦の「アブダビ・ヘテロトピア」、ラトヴィアの「リガ・ヘテロトピア」、2020年にはドイツ・フランクフルト近郊での「ヘルダーリン・ヘテロトピア」に、いずれもテクスト執筆で参加している。
詩人としての評価も国際的に高まっており、2010年1月にはアメリカ（スタンフォード大学）、2012年8月にはスロヴェニア（プトゥイ）、2013年9月にはセルビア各地（ベオグラード、ノヴィサドほか）、2014年9月にはアルバニア（ティラナ）、11月にはリトアニア（ドゥルスキニンカイ）、2016年9月にはコソヴォ（ラホヴェック）、11月にはエクアドル（グアヤキル）、2017年5月にはスペイン（グラナダ）、9月にはオーストラリア（キャンベラ）、2018年3月にはフランス（UNESCO）およびアメリカ（UCLA）、5月にはドイツ（トリーア大学）、9月にはオーストラリア（キャンベラ）、10月にはエクアドル（グアヤキル）、2019年２月にはキューバ（ハバナ）、4月にはトルコ（イスタンブル）、5月にはモロッコ（ラバト）およびアメリカ（シカゴ）、6月にはフィンランド（ラハティ）、2020年7月と9月にはコロンビア（いずれもメデジン＝オンライン参加）、11月にはエクアドル（グアヤキル＝オンライン参加）、12月にはホンデュラス（ロス・コンフィネス＝オンライン参加）、2021年3月にはアルゼンチン（パルケ・チャス＝オンライン参加）、4月にはコロンビア（メデジン＝オンライン参加）、9月にはベネズエラ（カラカス＝オンライン参加）、12月にはペルー（カトリック大学＝オンライン参加）、2022年11月にはエクアドル（グアヤキル＝オンライン参加）、2023年7月にはチリ（マクル＝オンライン参加）、9月にはコロンビア（ペレイラ＝オンライン参加）およびアメリカ（ミネソタ大学）、10月にはアメリカ（アイオワ大学）で、招待朗読を行っている。
2021年、多和田葉子、Rei Magosaki ら14名による管啓次郎論を集めた Doug Slaymaker 編の論集『Wild Lines and Poetic Travels』 (Lexington Books) が出版された。

## 略歴
- 1977年 東海高校卒業、東京大学教養学部文科1類入学
- 1979年 東京大学教養学部教養学科フランス科進学
- 1981年 ジョージ・ウォレス奨学生としてアラバマ州立トロイ大学（英語版）留学
- 1983年 東京大学卒業、卒業論文はロートレアモン論（フランス語、指導教官は阿部良雄）
- 1984年 ガセイ南米研修基金によりブラジルをはじめ南米各地・カリブ海域に滞在
- 1987年 皇太子奨学金によりハワイ大学人類学科大学院留学
- 1990年 ニューメキシコ大学にて修士号取得（比較文学＋文化人類学）
- 1997年 ワシントン大学（シアトル）にて博士論文提出資格取得（比較文学）
- 2000年 明治大学理工学部助教授（英語・フランス語・総合文化）
- 2005年 明治大学理工学部教授
- 2005年 オークランド大学（ニュージーランド）客員教授（比較文学）
- 2008年 明治大学大学院理工学研究科新領域創造専攻ディジタルコンテンツ系教授
- 2011年 『斜線の旅』で第62回読売文学賞（随筆・紀行部門）受賞
- 2011年 - 2014年 日本学術振興会学術システム研究センター専門研究員
- 2012年 - 2013年 読売新聞書評委員
- 2012年 - 2016年 ASLE-Japan文学・環境学会代表
- 2014年 - 2020年 鉄犬ヘテロトピア文学賞選考委員
- 2016年 コロンビア大学にて第15代千宗室記念講演。"Invisible Waves: Japanese Artists After March 11, 2011."
- 2016年 - 2022年 明治大学図書館副館長
- 2017年 明治大学大学院理工学研究科建築・都市学専攻総合芸術系（PAC「場所、芸術、意識」系）教授
- 2018年 - 2022年 福島県文学賞（詩部門）選考委員
- 2019年 アメリカ比較文学会（ACLA) にてセミナー "The Achievement of Suga Keijiro" が開催される
- 2020年 - 大岡信賞選考委員
- 2023年 ミネソタ大学アジア中東研究学科客員主任教授 (the Mary Griggs Burke Chair in Asian Studies)
- 2024年 - 読売文学賞選考委員

## 著書

### 散文
- 『コロンブスの犬』（弘文堂） 1989、一部は 河出文庫 2011
- 『狼が連れだって走る月』（筑摩書房） 1994、のち河出文庫 2012
- 『トロピカル・ゴシップ 混血地帯の旅と思考』（青土社） 1998
- 『コヨーテ読書 翻訳・放浪・批評』（青土社） 2003
- 『オムニフォン 〈世界の響き〉の詩学』（岩波書店） 2005
- 『ホノルル、ブラジル 熱帯作文集』（インスクリプト） 2006
- 『本は読めないものだから心配するな』（左右社） 2009、新装版 2011
- 『斜線の旅』（インスクリプト） 2009
- 『ストレンジオグラフィ』（左右社） 2013
- 『ハワイ、蘭嶼［旅の手帖］』（左右社） 2014
- 『The Dog Book / 犬本』（ヴァンジ彫刻庭園美術館 / NOHARA） 2016
- 『アラスカ日記2014』（本屋B&B） 2020 - 電子書籍
- 『エレメンタル 批評文集』（左右社） 2023
- 『本と貝殻 書評 / 読書論』（コトニ社） 2023
- 『ヘテロトピア集』（コトニ社） 2024

### 詩集
- 『Agend'Ars』（左右社） 2010

高見順賞・中原中也賞・鮎川信夫賞・萩原朔太郎賞の各賞候補
- 『島の水、島の火 Agend'Ars2』（左右社） 2011
- 『海に降る雨 Agend'Ars3』（左右社） 2012
- 『時制論 Agend'Ars4』（左右社） 2013

鮎川信夫賞候補
- 『数と夕方』（左右社） 2017

Ｈ氏賞および萩原朔太郎賞候補
- 『Transit Blues』（University of Canberra） 2018
  - 『Transit Blues』（MACASAR） 2019 - 上記のスペイン語版
- 『狂狗集 Mad Dog Riprap』（左右社） 2019
- 『犬探し / 犬のパピルス』（Tombac、発売＝インスクリプト） 2019

高見順賞および萩原朔太郎賞候補
- 『PARADISE TEMPLE』（Tombac、発売＝インスクリプト） 2021

現代詩人賞候補
- 『水をあるく』（（佐々木愛（wikidata）絵、ヴァンジ彫刻庭園美術館） 2022 - 詩画集
- 『一週間、その他の小さな旅』（コトニ社） 2023
- 『towatowato』（Coyote Lab / Kotonisha） 2023

## 共著

### 散文
- 『野生哲学 アメリカ・インディアンに学ぶ』（小池桂一と、講談社現代新書） 2011
- 『混成世界のポルトラーノ』（林ひふみ, 清岡智比古, 波戸岡景太, 倉石信乃と、左右社） 2011
- 『ミャオ！ミャオ！ミャオ！ - 中国貴州を旅して』（温又柔と、本屋B&B） 2020 - 電子書籍
- 『サーミランドの宮沢賢治』（小島敬太と、白水社）2025

### 詩集
- 『遠いアトラス』（暁方ミセイ, 石田瑞穂と、マイナビ出版） - 電子書籍
- 『地形と気象』（暁方ミセイ, 石田瑞穂, 大崎清夏と、左右社） 2016
- 『敷石のパリ』（清岡智比古, ミシマショウジ, 佐藤由美子と、Transistor Press） 2018

## 編著
- 『写真との対話』（近藤耕人と、国書刊行会） 2005
- 『ろうそくの炎がささやく言葉』（野崎歓と、勁草書房） 2011
- 『十和田、奥入瀬 水と土地をめぐる旅』（小林エリカ, 石田千, 小野正嗣、青幻社） 2013
- 『Ecocriticism in Japan』（Hisaaki Wake, Keijiro Suga and Yuki Masami, Lexington Books） 2017

## 文庫・書籍解説
- 『チャイナタウン発楽園行き』（林巧、講談社文庫） 2000
- 『森のゲリラ 宮澤賢治』（西成彦、平凡社ライブラリー） 2004
- 『やし酒飲み』（エイモス・チュツオーラ、河出書房新社） 2008
- 『ハプスブルク家の光芒』（菊池良生、ちくま文庫） 2009
- 『ゴッドスター』（古川日出男、新潮文庫） 2010
- 『ラインズ 線の文化史』（ティム・インゴルド、左右社） 2014
- 『ピスタチオ』（梨木香歩、ちくま文庫） 2014
- 『完全版・この地球を受け継ぐ者へ』（石川直樹、ちくま文庫） 2015
- 『存在しない小説』（いとうせいこう、講談社文庫） 2016
- 『自然真営道』（安藤昌益、講談社学術文庫） 2021
- 『ウォールデン 森の生活』（ヘンリー・デイヴィッド・ソロー、角川文庫） 2024
- 『ブルー・マシン 海というエンジンと人類史』（ヘレン・チェルスキー（英語版）、エイアンドエフ） 2024
- 『茸の耳　鯨の耳』（ミシマショウジ、トランジスター・プレス） 2024
- 『こども東北学』（山内明美、新曜社）増補新版 2025
- 『ゴンベの森へ アフリカ旅日記』（星野道夫、ちくま文庫）2025
- 『〈新生〉の風景 ロラン・バルト、コレージュ・ド・フランス講義』（原宏之、書肆水月）新装版 2025

## 翻訳
- 『知恵の樹 生きている世界はどのようにして生まれるのか』（ウンベルト・マトゥラーナ, フランシスコ・バレーラ、朝日出版社） 1987、のちちくま学芸文庫
- 『赤道地帯』（ジル・ラプージュ（英語版）、弘文堂、ラテンアメリカ・シリーズ） 1988
- 『ポストモダン通信 こどもたちへの10の手紙』（ジャン=フランソワ・リオタール、朝日出版社 1988、のち改題『こどもたちに語るポストモダン』（ちくま学芸文庫）
- 『コヨーテたち 越境するヒスパニック・アメリカ』（テッド・コノヴァー（英語版）、弘文堂） 1989
- 『シンクロニシティ』（F・D・ピート（英語版）、朝日出版社） 1989、のちサンマーク文庫
- 『秘密の動物誌』（ジョアン・フォンクベルタ（英語版）, ペレ・フォルミゲーラ（英語版）、筑摩書房） 1991、のち学芸文庫
- 『潜在意識の誘惑』（ウィルソン・ブライアン・キイ、リブロポート） 1992
- 『リンクスランドへ ゴルフの魂を探して』（マイクル・バンバーガー（英語版）、朝日出版社） 1994
- 『自分をつくりだした生物 ヒトの進化と生態系』（ジョナサン・キングドン（英語版）、青土社） 1995
- 『世界を食いつくす』（ジェレミー・マクランシー（wikidata）、筑摩書房） 1996
- 『川底に』（ジャメイカ・キンケイド、平凡社、新しい〈世界文学〉シリーズ） 1997
- 『トルトゥーガ』（ルドルフォ・アナーヤ（英語版）、平凡社、新しい〈世界文学〉シリーズ） 1997
- 『ユダヤ人の身体』（サンダー・L・ギルマン、青土社） 1997
- 『生命の樹 あるカリブの家系の物語』（マリーズ・コンデ、平凡社、新しい〈世界文学〉シリーズ） 1998
- 『闘牛への招待』（エリック・バラテ（フランス語版）, エリザベト・アルドゥアン=フュジエ（フランス語版）、白水社、文庫クセジュ） 1998
- 『スプートニク』（ジョアン・フォンクベルタ, スプートニク協会、筑摩書房） 1999
- 『<関係>の詩学』（エドゥアール・グリッサン、インスクリプト・河出書房新社） 2000
- 『パウラ, 水泡なすもろき命』（イサベル・アジェンデ、国書刊行会） 2002
- 『燃えるスカートの少女』（エイミー・ベンダー、角川書店） 2003、のち文庫
- 『歌の祭り』（ル・クレジオ、岩波書店） 2005
- 『私自身の見えない徴』（エイミー・ベンダー、角川書店） 2006
- 『フランス領ポリネシア』（エマニュエル・ヴィニュロン（wikidata）、白水社、文庫クセジュ） 2006
- 『わがままなやつら』（エイミー・ベンダー、角川書店） 2008
- 『星の王子さま』（サン・テグジュペリ、西原理恵子絵、角川文庫、角川つばさ文庫） 2011
- 『チェルノブイリ 家族の帰る場所』（フランシスコ・サンチェス、ナターシャ・ブストス（スペイン語版）絵、朝日出版社） 2012
- 『名の明かされない女性への手紙 - 恋をした星の王子さま』（サン・テグジュペリ、くらしき絵本館） 2012
- 『チーロの歌』（アリ・バーク（英語版）、ローレン・ロング（英語版）絵、クレヨンハウス） 2013
- 『ラガ 見えない大陸への接近』（ル・クレジオ、岩波書店） 2016
- 『手先と責苦』（アントナン・アルトー、大原宣久共訳、河出書房新社） 2016
- 『レモンケーキの独特なさびしさ』（エイミー・ベンダー、角川書店） 2016
- 『冒険する建築』（伊東豊雄、本文英訳、左右社） 2017
- 『ラディカルな意志のスタイルズ』（スーザン・ソンタグ、波戸岡景太共訳、河出書房新社） 2018
- 『第四世紀』（エドゥアール・グリッサン、インスクリプト） 2019
- 『Mトレイン』（パティ・スミス、河出書房新社） 2020
- 『リワイルディング 生態学のラディカルな冒険』（ポール・ジェプソン, ケイン・ブライズ、林真共訳、勁草書房） 2025

## 冊子類（編集・寄稿・発行など）
- 「What Am I Doing Here?  ワークショップとトーク5つの小径」（明治大学理工学部批評理論研究室） 2010
- 「VIA MEDIA」（明治大学理工学研究科ディジタルコンテンツ系） 2010
- 「Walking Poems / Marcher」（明治大学理工学部批評理論研究室） 2014
- 「明治大学ラテンアメリカ研究ノート」（明治大学理工学研究科総合芸術系） 2017
- 「場所、芸術、意識」（明治大学理工学研究科総合芸術系） 2018
- 「言語都市・臺北」（明治大学理工学研究科総合芸術系） 2019
- 「トン族の歌にふれて 旅とシンポジウム」（明治大学理工学部批評理論研究室） 2019
- 「山頭火 Mountain Head Fire / Montaña Cabeza Fuego」（明治大学理工学部批評理論研究室） 2019
- 「Works and Days 仕事と日々」（明治大学理工学部批評理論研究室） 2021
- 「本につれられて」（明治大学理工学部批評理論研究室） 2022
- 「朔太郎と歩く」（明治大学理工学研究科総合芸術系） 2022
- 「藝術羅針盤」（明治大学理工学研究科総合芸術系） 2023

## 基調講演
- 2014年　ISLE-EA （沖縄・名桜大学）　"On the Rewilding Coast: Reflections After 11 March, 2011"
- 2015年　シンポジウム「人文知のトポス」（岡山・就実大学）　「翻訳が作り出すもの」
- 2016年　第２回 East Asian Translation Studies Conference （明治大学）"Translingualism, Autobiography, Fiction: Levy Hideo and On Yuju"
- 2019年　シンポジウム "Transpoetics: Bridges Between Cultures"（モロッコ、ラバト）"De la transpoétique".
- 2019年　シンポジウム "From Local to Global in East Asian Culture" （シカゴ大学）"On the Glory of an Unknown Literary Prize"
- 2019年　シンポジウム "Innovative Textual Practices in English in the Asia-Pacific" （神戸女学院大学）"On Being Translational"
- 2021年　Japanese Studies Association of Australia 年次大会（オンライン開催）”Standing at the Edge of Water”
- 2022年　日本ソロー学会（慶應義塾大学）　「ヘンリと昌益」（朗読対話劇、木村友祐と）